# Quelle drôle de gosse
Pour plus de détails, voir Fiche technique et Distribution.
Quelle drôle de gosse  est un film français réalisé par Léo Joannon, sorti en 1935.

## Synopsis
Lucie (Danielle Darrieux) est la secrétaire de Paul Gaudoin, un jeune chef d'entreprise devant qui elle est béate d'admiration. Ce dernier est également amoureux en secret de Lucie. Mais, estimant qu'il ne faut pas mélanger sentiments et relations professionnelles, il imagine un stratagème. Il la licencie sous un prétexte futile, puis, le lendemain à midi, quand elle aura touché ses indemnités, il la demandera en mariage.
Mais les choses ne se passent pas ainsi. Lucie, désespérée d'être séparée de celui qu'elle aime en secret, se jette dans la Seine. Elle en est sauvée par Gaston (Albert Préjean), un jeune fêtard oisif. Alors qu'elle proteste et déclare avoir voulu mourir, il la force à venir chez lui, où l'on donne une fête, et l'enferme afin qu'elle ne soit pas tentée de récidiver. Après s'être grisée, elle commet alors une série de catastrophes : une armoire dégringole, elle erre sur le toit… au point que Gaston décide de la faire descendre parmi les invités. C'est alors qu'elle déclenche une bagarre générale. Gaston et son majordome sont excédés. Ils la ramènent dans la chambre, elle trouve encore le moyen d'inonder la maison en laissant déborder la baignoire.
Quand Lucie, le lendemain, explique son geste désespéré à Gaston, ce dernier la renvoie dans les bras de son ancien patron, lequel, tout content de l'avoir récupérée, téléphone à sa mère devant Lucie, adoptant une attitude machiste et prétentieuse. Du coup, Lucie comprend qu'elle aime Gaston s'échappe et revient vers lui. Ils s'enlacent et s'embrassent, au grand désespoir du majordome qui se demande quelle étrange maîtresse il va devoir servir.

## Fiche technique
- Titre : Quelle drôle de gosse
- Réalisation : Léo Joannon
- Scénario et dialogues : Yves Mirande
- Décors : Robert Gys / Ensemblier : Monteux
- Layout du générique : Studio Alexeieff
- Directeur de la photographie : Harry Stradling Sr.
- Cameraman :Robert Lefebvre / Assistant opérateur : Jacques Mercanton
- Coordination des effets spéciaux : Nicolas Wilcke, Paul Minine
- Son : Marcel Courmes / Système d'enregistrement : Western Electric
- Musique : Georges Van Parys / Chansons : Jean Lenoir
- Directeur musical : Lucien-Charles Marsoudet
- Editions musicales : Editions Salabert
- Montage : Jacques Grassi
- Producteur : André E. Algazy[1]
- Administrateur de production : Forney
- Directeur de production : Eugène Bernstein
- Laboratoire de tirage : G.M. Film
- Société de production : Métropa-Film
- Société de distribution : CPLFP (cinéma), René Chateau Video (Ventes internationales et DVD, 2009)
- Lieux de tournage : Paris, la Seine (extérieurs), Studios de Billancourt (studios)
- Pays d'origine :  France
- Format : Noir et blanc - 35 mm - 1,37:1 - Mono
- Genre : Comédie
- Durée : 85 minutes
- Visa de censure no 1257 délivré le 31 août 1940
- Date de sortie :  France, 17 mai 1935

## Distribution
- Albert Préjean : Gaston Villaret, un riche playboy oisif qui sauve Lucie de la noyade
- Danielle Darrieux : Lucie, une jeune secrétaire amoureuse de son patron
- Lucien Baroux : Alfred, le majordome de Gaston
- Jeanne Helbling : Bertrande, une actrice prétentieuse du Théâtre de l'Odéon, la maîtresse actuelle de Gaston
- André Roanne : Paul Gaudoin, le patron de Lucie, amoureux d'elle
- Suzanne Desprès : Mme Gaudoin, sa mère
- Germaine Brière : l'amie de Madame Gaudoin
- Lucien Callamand : un invité à la soirée chez Gaston
- Jean Tissier : Fernand, l'invité qui courtise Bertrande
- Nane Chaubert : la collègue de Lucie
- Claude May : La bonne de Gaston
- Émile Saulieu : l'invité à la soirée tapeur
- Georges Bever : un employé des Vins Gaudoin
- Robert Charlet
- Elmire Vautier
- Paul Asselin
- Gloria Montana
- Madeleine Monnier
- Yvonne Angot

## Autour du film
- Selon le générique, le film est « d'Yves Mirande », avec une « réalisation de Léo Joannon ».
- Il a été réédité en 2009 chez René Chateau Vidéo